# حركة حزم
كانت حركة حزم تحالف يضم معارضين سوريين استمر نشاطه من 25 يناير 2014 لغاية 1 مارس 2015، عندما انضم إلى الجبهة الشامية.

## الجماعات المكونة
الجماعات الاثنا عشر التي اندمجت في 25 يناير 2014 لتشكل حركة حزم:
- كتائب فاروق الشمال
- الفرقة التاسعة قوات خاصة
- اللواء أول مدرعات
- لواء الإيمان بالله
- كتبة أبو الحارث – فاروق حماة
- كتيبة أحرار السلمية – فاروق حماة
- لواء أحباب الله
- لواء الستين
- كتيبة الشهيد عبد الغفار حاميش
- كتيبة الشهيد عبد الله بكار
- سرايا صوت الحق
- كتيبة أبو أسعد النمر[15]